# Momento angular orbital de elétrons livres
Os elétrons no espaço livre podem carregar o momento angular orbital quantizado (OAM) projetado ao longo da direção de propagação. Este momento angular orbital corresponde às frentes de ondas helicoidais, ou, equivalentemente, uma fase proporcional ao ângulo azimutal.  Feixes de elétrons com momento angular orbital quantizado também são chamados feixes de vórtice de elétrons.
Ondas de matéria transportadora de vórtices, como feixes de elétrons quirais, são de interesse significativo na ciência aplicada e fundamental. Ondas de feixes de vórtice de elétrons contínuos são comumente preparadas através de máscaras de fase passiva imprimindo uma modulação de fase transversal na função de onda do elétron. Os físicos da EPFL, em 2019, foram capazes de criar feixes de vórtices de elétrons ultrarrápidos, com implicações significativas para a física fundamental, a computação quântica, o armazenamento de dados e até mesmo certos tratamentos médicos.